# Hum (Chorvatsko)
Hum (italsky Colmo) je historické město, které se nachází v centrální části Istrijské župy, v severozápadním Chorvatsku. Leží přibližně 14 km jihovýchodně od města Buzet, jehož je administrativní součástí. V roce 2001 zde žilo 17 obyvatel, v roce 2011 30 obyvatel, v roce 2021 již 52 obyvatel. Město je obehnáno hradbami dlouhými 100 metrů a širokými 35 metrů, kde domy stojí uvnitř hradeb v pouhých třech řadách. Hum byl jedním z živých center písma hlaholice, která se zde používala až do 19. století.
Hum je z hlediska turistického marketingu označován jako nejmenší město na světě. Takové označení je ovšem nepřesné, protože není ani samostatnou obcí, ani nejméně lidnatým historickým (bývalým) městem. Jeho aktuální počet obyvatel je větší než počet obyvatel nejmenšího českého historického města Rabštejna nad Střelou.

## Památky
- kostel Nanebevzetí Panny Marie z roku 1802 se samostatnou zvonicí z roku 1552
- městská brána z roku 1562
- románský hřbitovní kostel sv. Jeronýma ze 12. století
- Hlaholská alej - sedmikilometrová sochařská stezka podél silnice s 11 kamennými obelisky